# ایسوکورو
ایسُوکورو (به فنلاندی: Isokyrö) یک منطقهٔ مسکونی در فنلاند است که در اوستروبوتنیا واقع شده‌است.